# 諾夫哥羅德州
诺夫哥羅德州（羅馬化：Novgorodskaya oblast），位於俄羅斯兩大城市莫斯科和聖彼得堡之間，是俄羅斯聯邦主體之一，屬西北部聯邦管區。面積53,895平方公里，人口694,355（2002年）。首府大诺夫哥罗德。